# Gustav Meyer (Jurist, 1834)

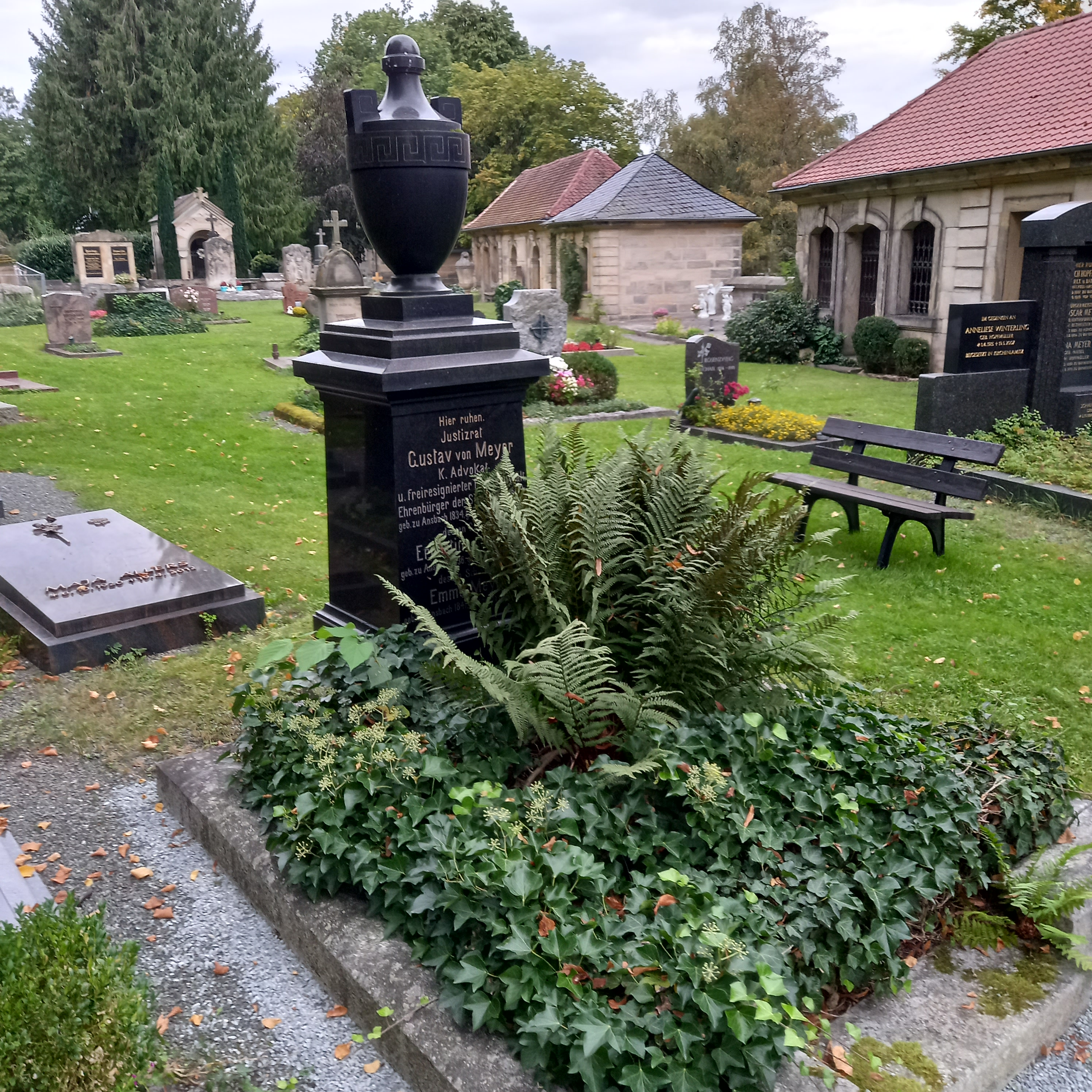
Das Grab von Gustav Meyer und seiner Ehefrau Ernestine geborene Güll auf dem Stadtfriedhof Bayreuth

Gustav Meyer, seit 1897 Ritter von Meyer, (auch Gustav von Meyer; * 9. Februar 1834 in Ansbach; † 19. Januar 1909 in Bayreuth) war ein deutscher Jurist, Justizrat, Kommunalpolitiker und Ehrenbürger von Bayreuth.

## Leben
Meyer war der älteste Sohn von Henriette Magdalena und Johann Georg Meyer. Der Vater war Elementarlehrer, Organist, Kustor und bis 1868 verantwortlicher Redakteur der Fränkischen Zeitung in Ansbach. Bekannt wurde er als Erzieher von Kaspar Hauser während dessen letzten Jahren in Ansbach. Gustav Meyers Bruder Julius Meyer, 1906 Ehrenbürger der Stadt Ansbach, war Landgerichtsdirektor und Lokalhistoriker.
Nach dem Studium der Rechte kam Meyer als Anwaltskonzipient nach Bayreuth, wo er sich dauerhaft niederließ. Aufgrund seiner juristischen Begabung wurde er 1868 zum königlichen Advokat und Rechtsanwalt ernannt, eine für die damalige Zeit außergewöhnlich frühe Berufung. Als Gemeindevorstand bewährte er sich Ende 1896, nachdem der Bayreuther Kredit- und Vorschußverein infolge eines immensen Defizits zusammengebrochen war. Der Kassierer und der Buchhalter, ein Brüderpaar, hatten 713.000 Mark veruntreut. Meyer gründete ein Hilfskomitee, das durch Spenden den Fehlbetrag in eineinhalb Jahren ausgleichen konnte. Durch diese Hilfsaktion wurden der Konkurs und größere finanzielle Schäden für die Mitglieder des Kreditvereins abgewendet. Am 23. Juli 1898 wurde die Hilfsaktion offiziell für beendet erklärt.
Bereits am 8. November 1897 ernannte die Stadt Bayreuth Meyer zum Ehrenbürger für seine Verdienste, unter anderem auch für die erwähnte Rettungsaktion. Im Jahr darauf verlieh ihm Prinzregent Liutpold das Ritterkreuz des Verdienstordens der Bayerischen Krone. Mit der Verleihung war die Erhebung in den persönlichen Adelsstand verbunden und er durfte sich nach der Eintragung in die Adelsmatrikel „Ritter von Meyer“ nennen. Er hatte bereits 1887 das Ritterkreuz I. Klasse des Verdienstordens vom Heiligen Michael erhalten.
Meyer war mit der Tochter des Schriftstellers Friedrich Güll verheiratet, diese starb jedoch drei Jahre nach der Hochzeit. 1906 ging Meyer in den Ruhestand.